# HD 167818
HD 167818，又名CD-2712684，SAO 186612、HR 6842，是一颗恒星，视星等为4.65，位于銀經5.18，銀緯-5.29，其B1900.0坐标为赤經18h 11m 47.6s，赤緯-27° -5.29′ 43″。